# Sultanato di Bidar
Il Sultanato di Bidar fu uno dei sultanati del Deccan del tardo medioevo nell'India meridionale.

## Storia
Il sultanato fu fondato nel 1492 da Qasim Barid, che era un ex schiavo turco.
Si unì al servizio del Sultanato di Bahmani di Muhammad Shah III. Partì come sar-naubat e successivamente divenne mir-jumla (primo ministro).
Durante il regno di Mahmud Shah Bahmani (che durò dal 1482 al 1518), questi divenne de facto il regnante. Dopo la sua morte nel 1504 suo figlio Amir Barid divenne primo ministro.
Dopo la morte di Mahmud Shah Bahmani nel 1518, gli succedettero 4 sultani, che però erano solo dei fantocci nelle mani di Amir Barid.
Quando l'ultimo regnante Bahmani fuggì da Bidar nel 1527, Amir Barid divenne praticamente il vero regnante senza mai però assumere un titolo reale.
Nel 1542, gli succedette il figlio Ali Barid Shah I, fu il primo ad assumere il titolo reale di Shah. Si unì agli altri sultani del Deccan nella battaglia di Talikota contro l'impero di Vijaynagar nel gennaio del 1565.
Alla sua morte nel 1580, ad Ali Barid succedette il figlio Ibrahim Barid, che fu sovrano per sette anni fino alla morte nel 1587. A lui succedette il fratello minore Qasim Barid II, che regnò fino alla morte nel 1591, e gli succedette il figlioletto Ali Barid II, il quale fu ben presto costretto ad abdicare dal parente Amir Barid II. Nel 1601, quest'ultimo fu a sua volta destituito dal parente Mirza Ali Barid. 
Nel 1609, gli succedette Amir Barid III, che nel 1616 sfidò i Mughal sotto la guida di Malik Ambar. Fu sconfitto nel 1619 dal Sultano di Bijapur Ibrahim Adil Shah II, e costretto a fuggire a Bijapur, dove fu tenuto "sotto stretta sorveglianza". Con la sua fuga, il sultanato di Bidar fu annesso da quello di Bijapur.

## Regnanti
| Sovrano                  | Inizio | Fine |
| ------------------------ | ------ | ---- |
| Qasim Barid I            | 1489   | 1504 |
| Amir Barid I             | 1504   | 1542 |
| Ali Barid Shah I         | 1542   | 1580 |
| Ibrahim Barid Shah       | 1580   | 1587 |
| Qasim Barid Shah II      | 1587   | 1591 |
| Ali Barid Shah II        | 1591   | 1591 |
| Amir Barid Shah II       | 1591   | 1601 |
| Mirza Ali Barid Shah III | 1601   | 1609 |
| Amir Barid Shah III      | 1609   | 1619 |

## Galleria d'immagini

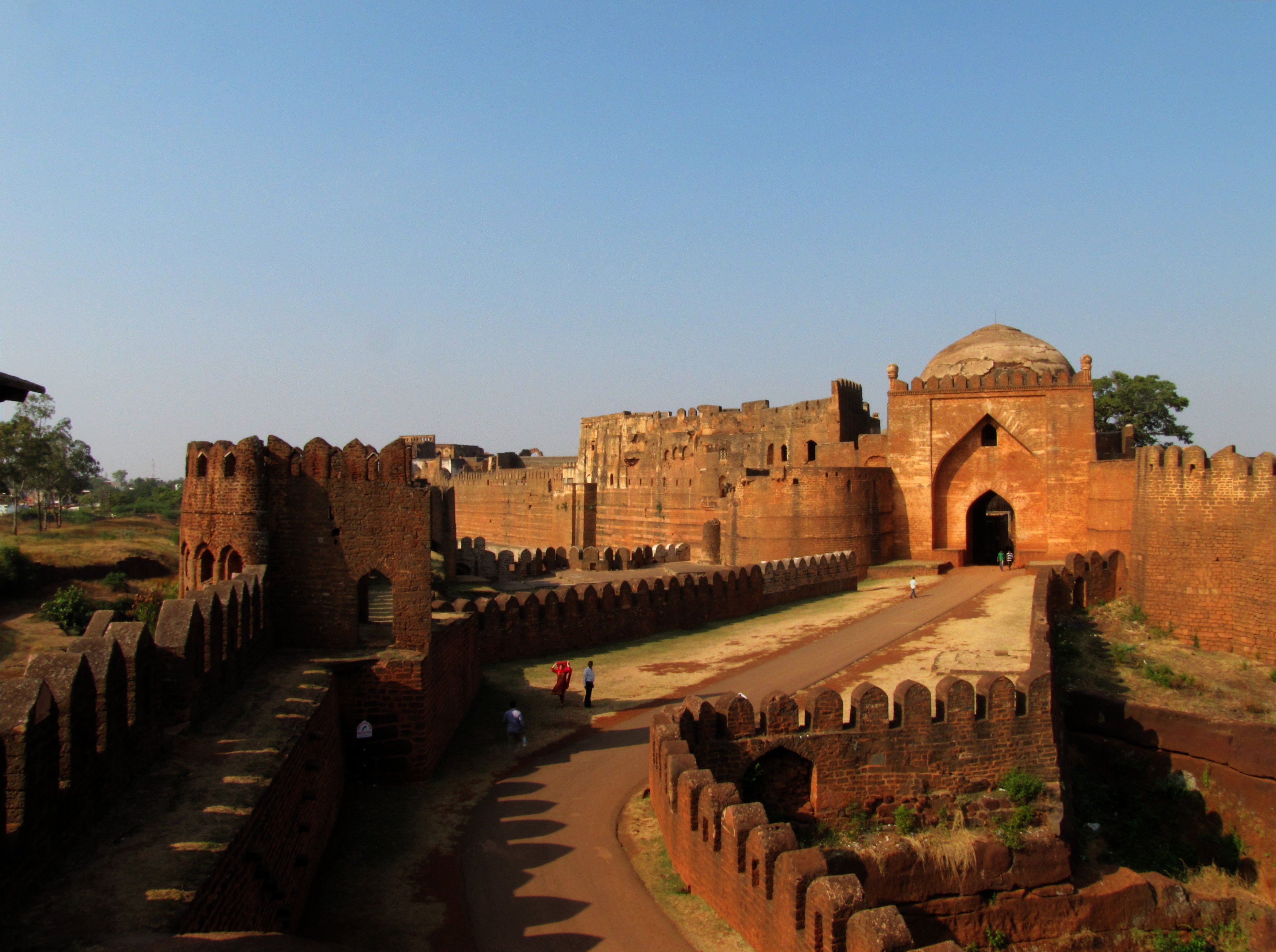
Ingresso del forte di Bidar.
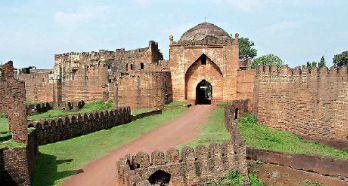
Forte di Bidar
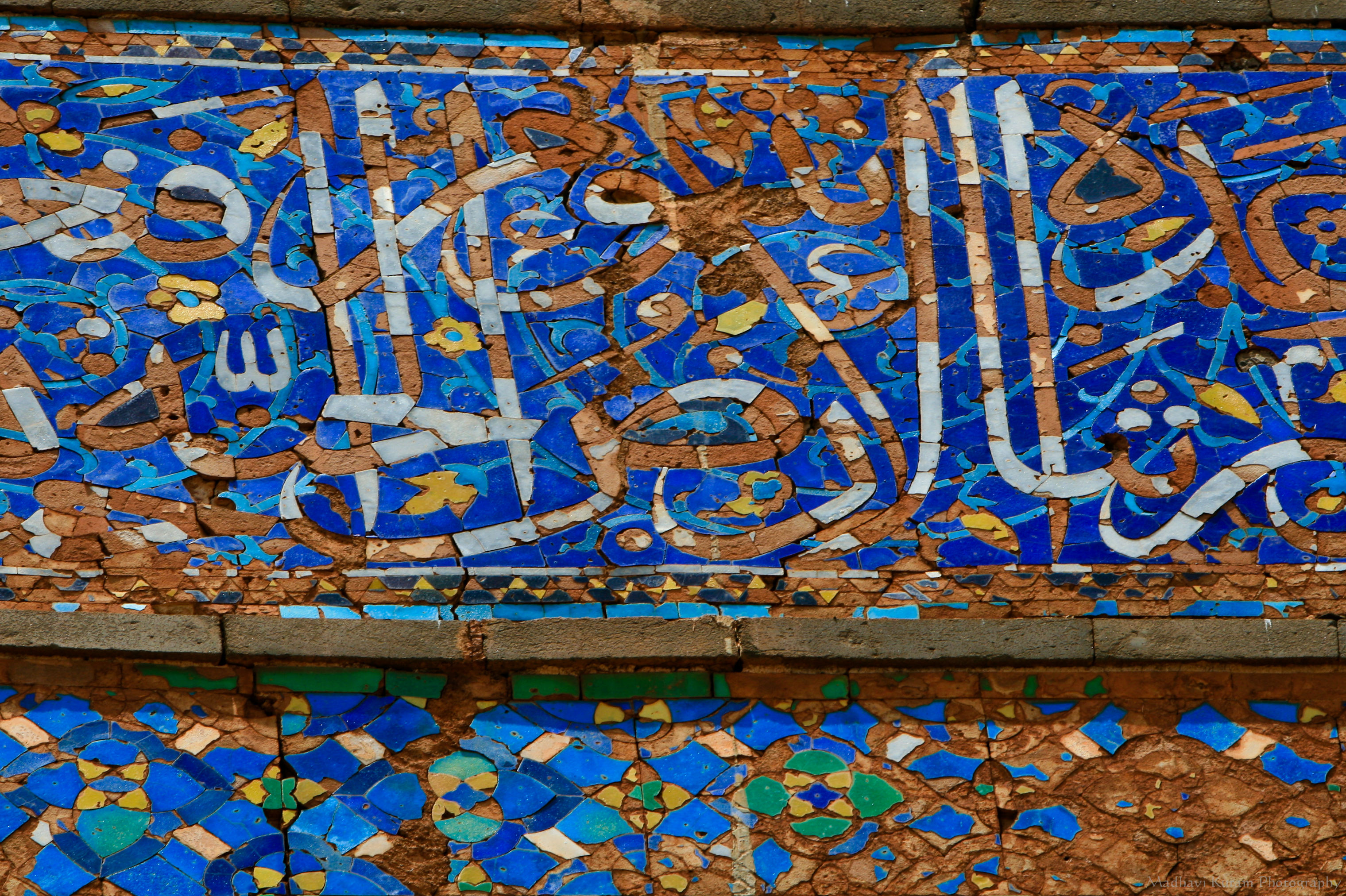
Calligrafia
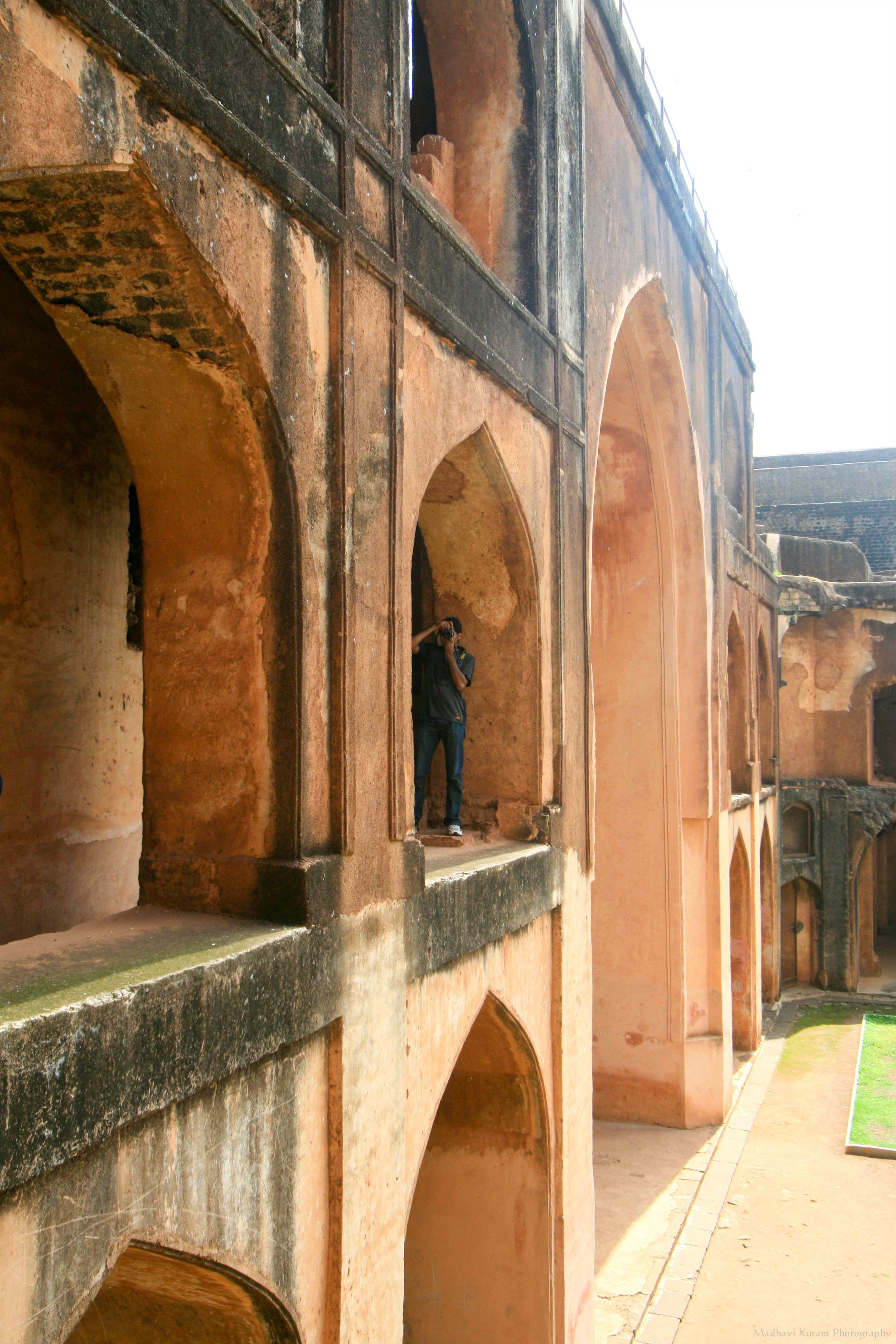
Archi del forte di Bidar
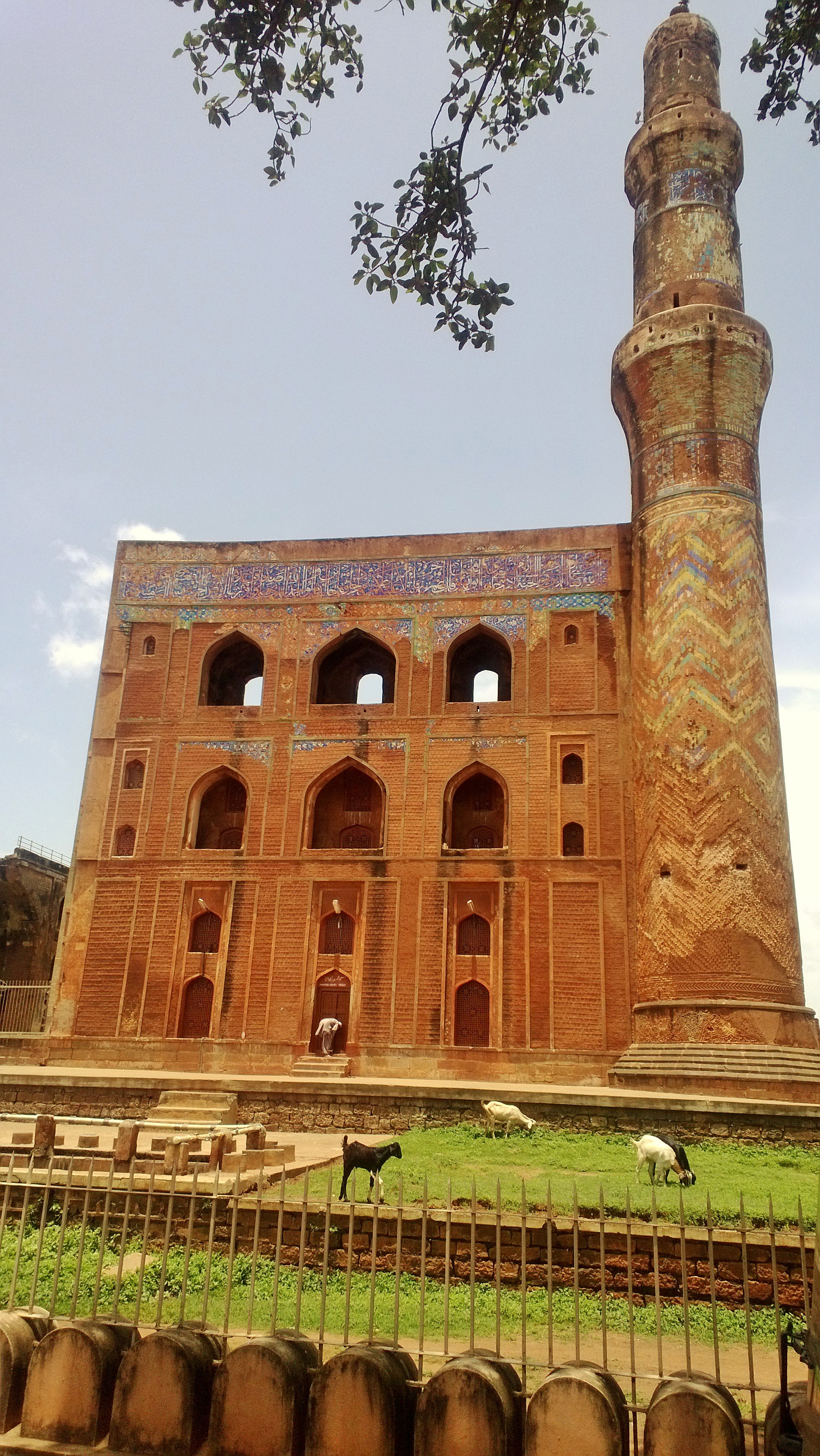
Madrasa di Bidar
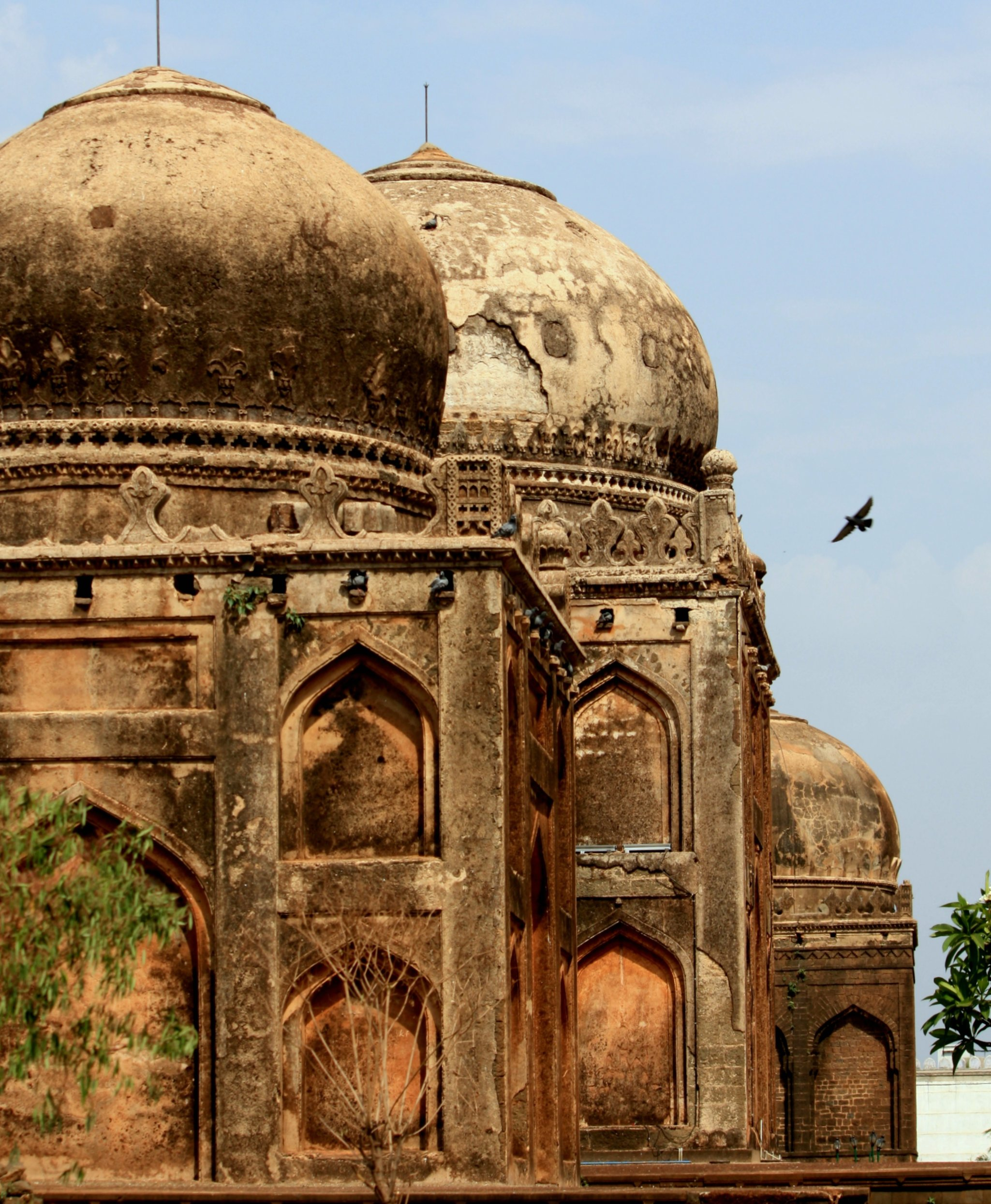
Tombe di Ashtur
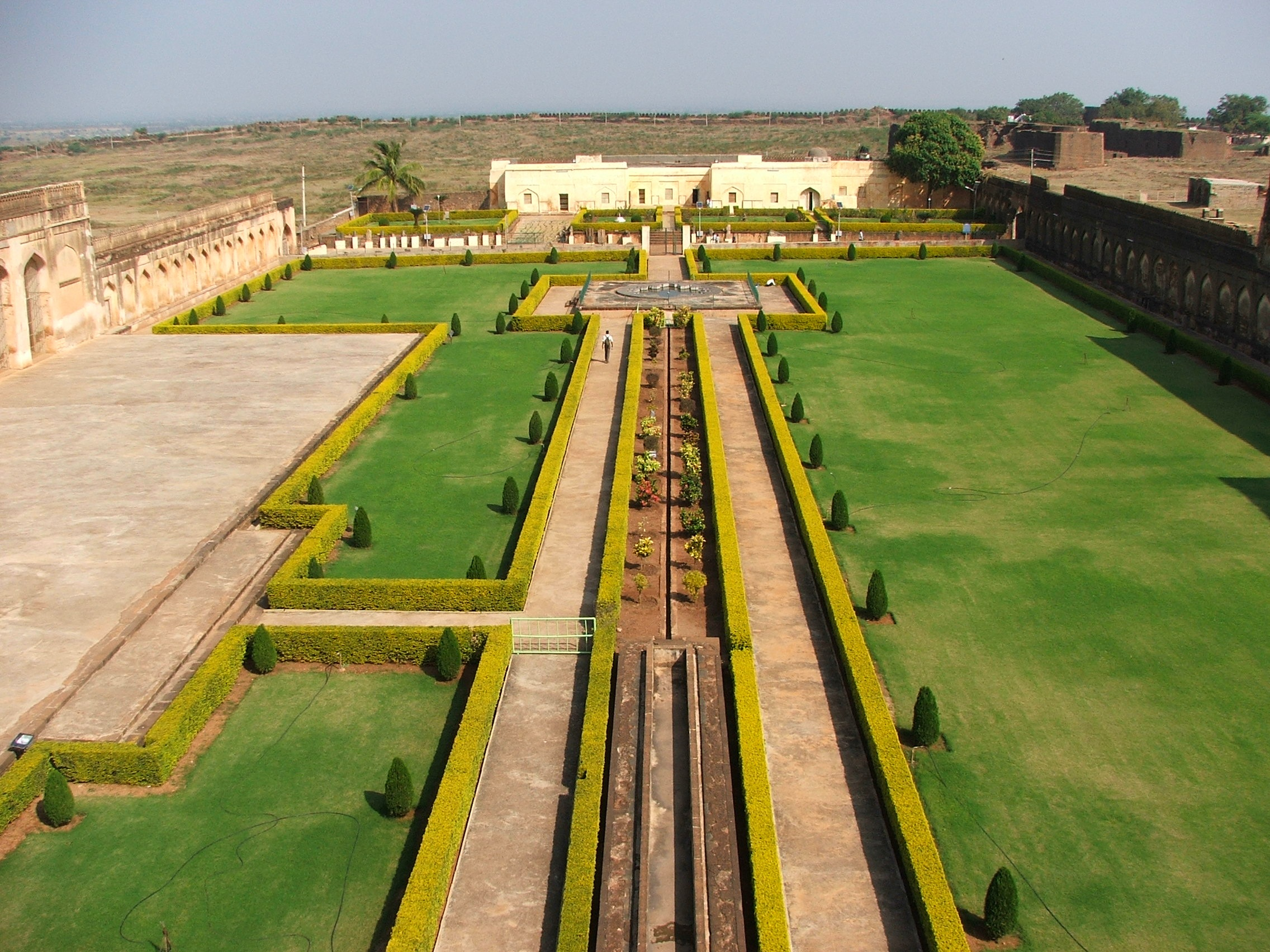
Giardini del Forte di Birad
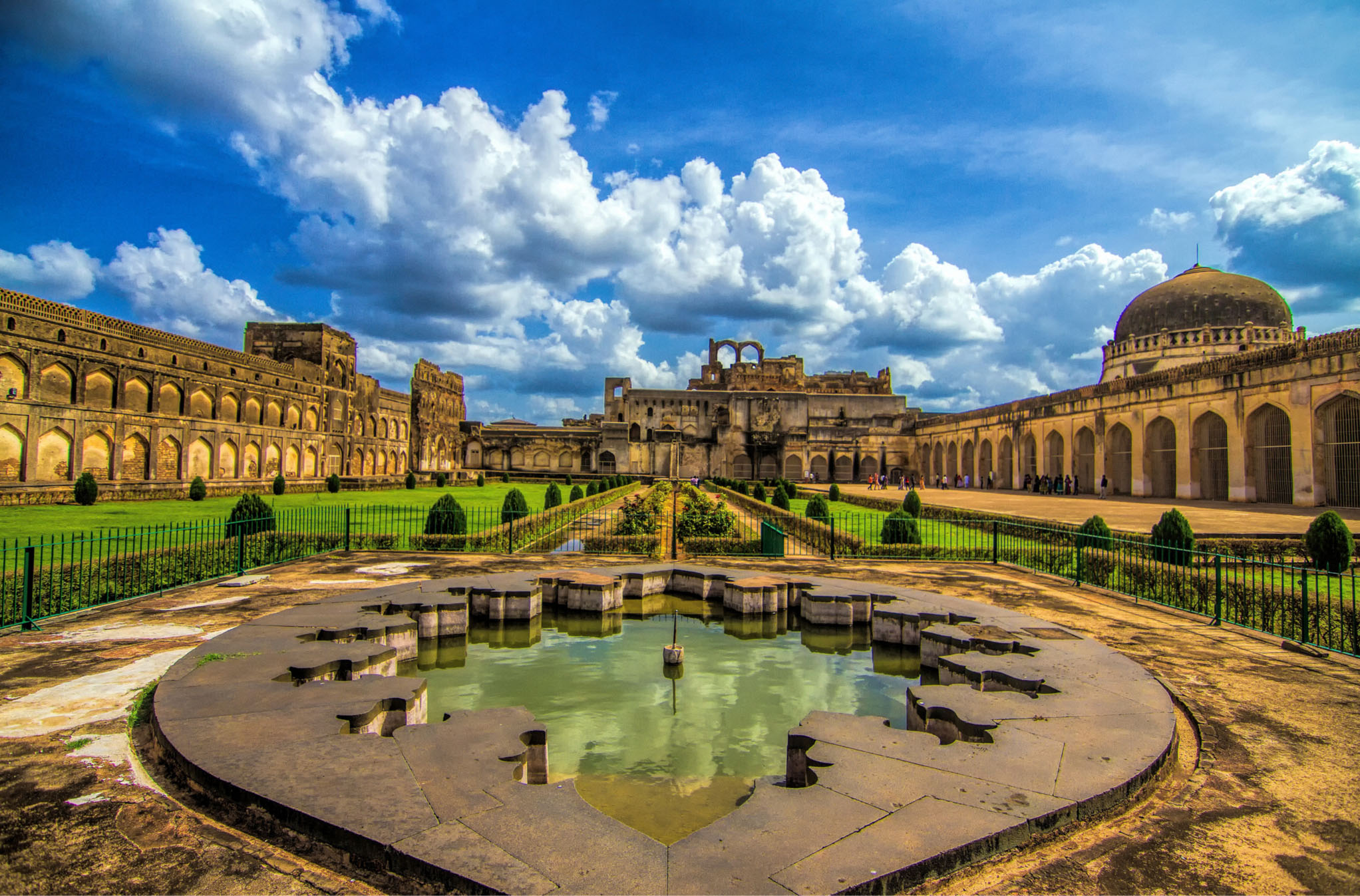
Forte Giardino di Bidar
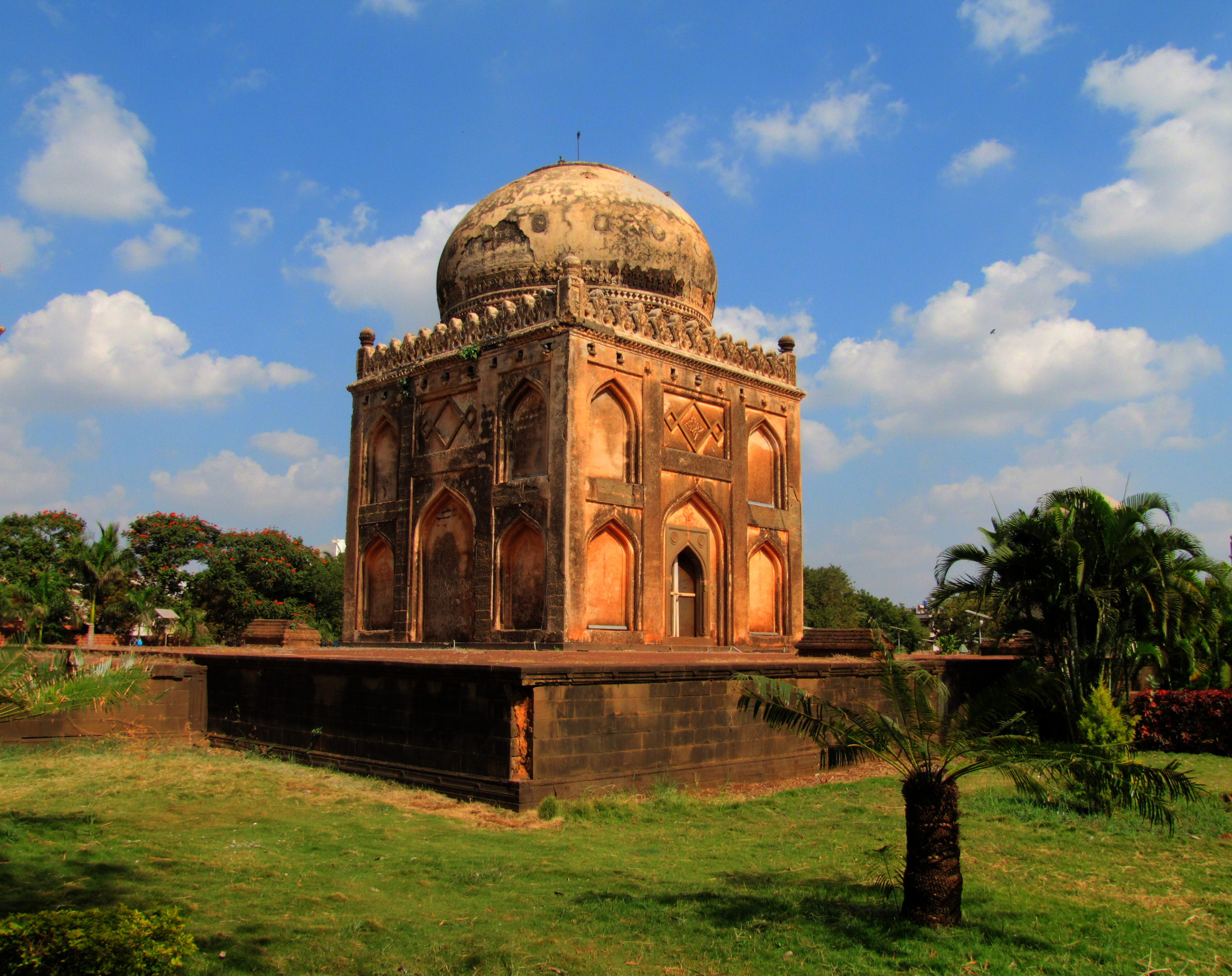
tombs of barid shahi kings at Barid Parco Shahi a Bidar
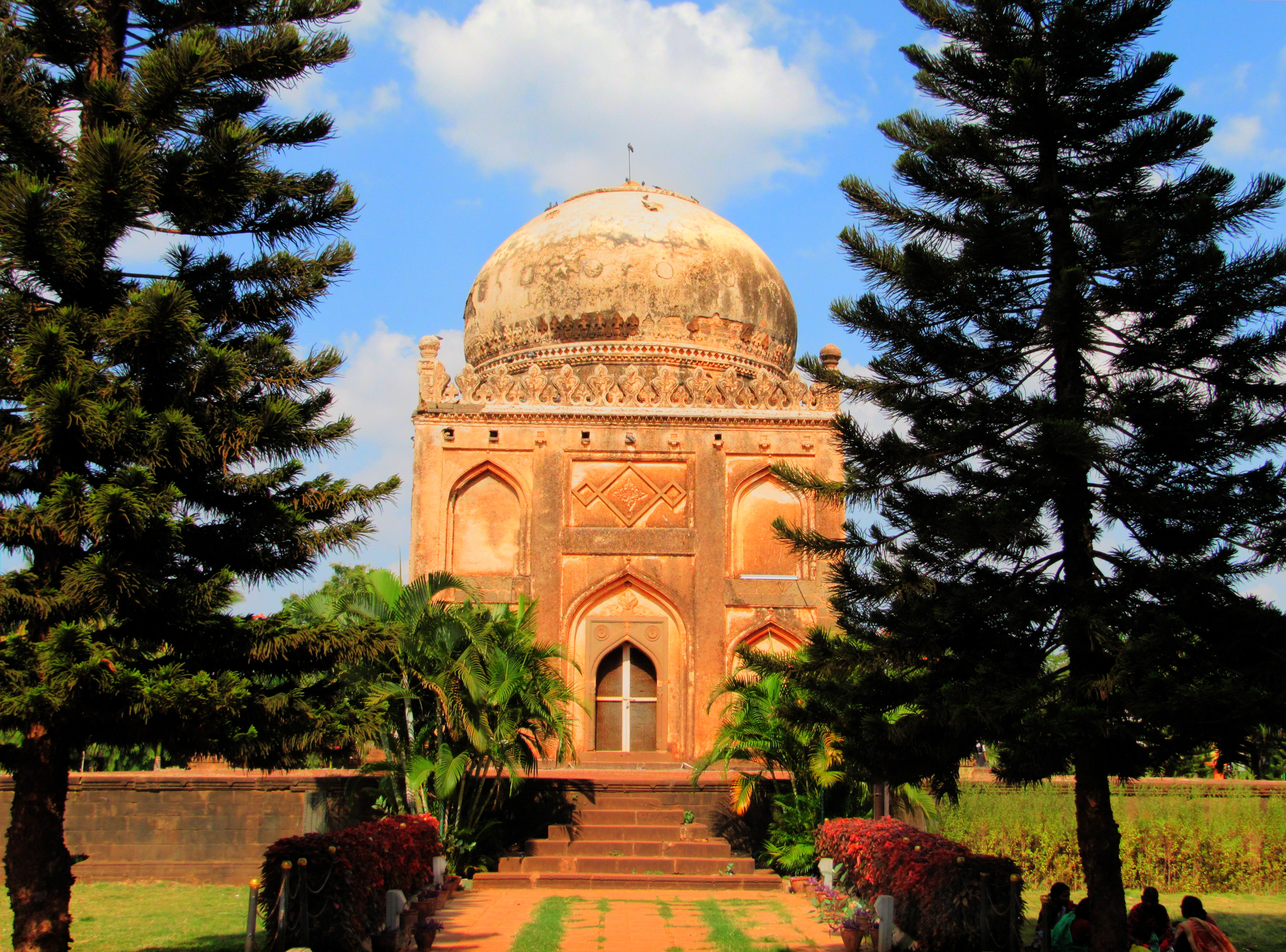
tombs of barid shahi kings at Barid Parco Shahi a Bidar
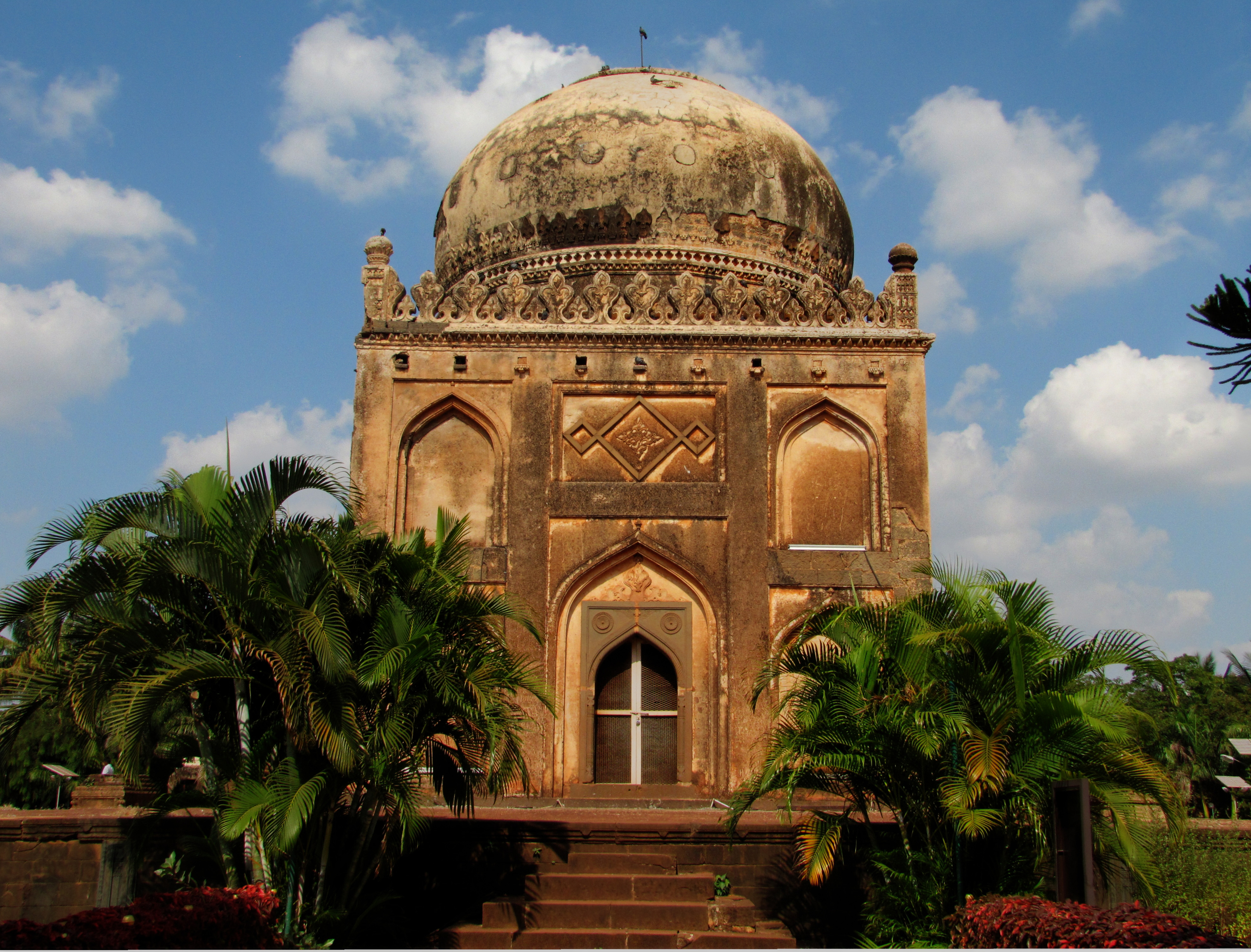
Tombs at Barid Shahi Park Bidar